# کونتور پونتا
کونتور پونتا (به اسپانیایی: Kuntur Punta) یک کوه در پرو است که در Peru, Junín Region واقع شده‌است. کونتور پونتا ۴٬۴۰۰ متر بالاتر از سطح دریا واقع شده‌است.